# Santa Cecília de Voltregà
Santa Cecília de Voltregà – gmina w Hiszpanii, w prowincji Barcelona, w Katalonii, o powierzchni 8,66 km². W 2011 roku gmina liczyła 178 mieszkańców.